# 19730 Machiavelli
19730 Machiavelli (1999 XO36) là một tiểu hành tinh vành đai chính được phát hiện ngày 7 tháng 12 năm 1999 bởi C. W. Juels ở Fountain Hills. Nó được đặt theo tên Italian philosopher và statesman Niccolò Machiavelli.